# Amtsgericht Reichenbach/O.L.
Das Amtsgericht Reichenbach/O.L. war ein Gericht der ordentlichen Gerichtsbarkeit und ein Amtsgericht in Preußen mit Sitz in Reichenbach/O.L.

## Geschichte
Das königlich preußische Amtsgericht Reichenbach/O.L. wurde 1877 im Rahmen der Reichsjustizgesetze gebildet. Der Amtsgerichtsbezirk umfasste den Stadtbezirk Reichenbach und die Amtsbezirke Gersdorf, Melaune, Meuselwitz, Reichenbach/O.L. und dem Gemeindebezirk Markersdorf aus dem Amtsbezirk Markersdorf. Das Amtsgericht Reichenbach/O.L. war eines von zehn Amtsgerichten im Bezirk des Landgerichtes Görlitz im Gebiet des Oberlandesgerichtes Breslau. Das Gericht hatte damals eine Richterstelle und war ein kleines Amtsgericht im Landgerichtsbezirk.

## Gerichtsgebäude

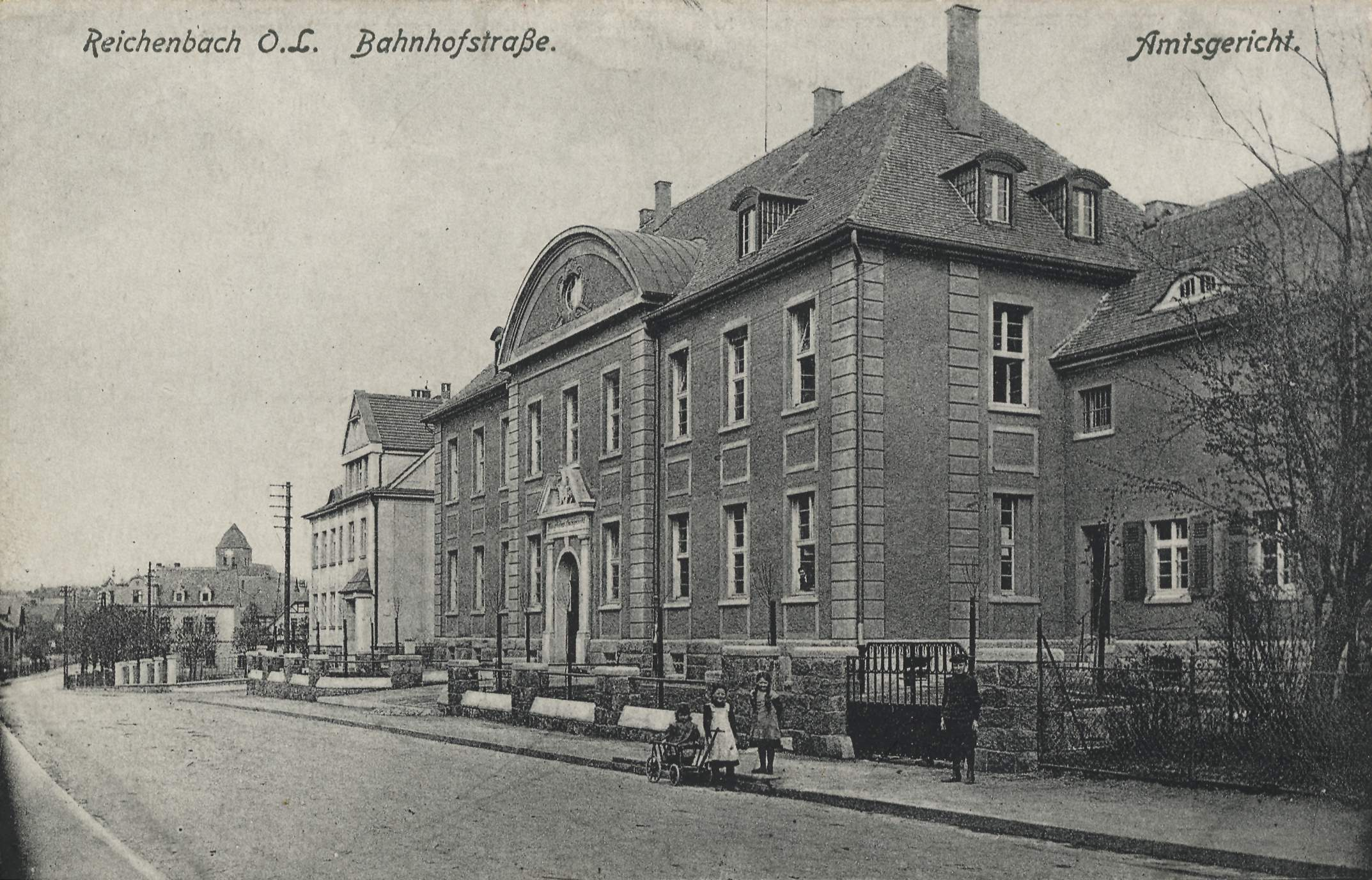
Gerichtsgebäude

Von 1912 bis 1913 wurde ein zweigeschossiges Amtsgerichtsgebäude (Bahnhofstraße 5) mit neun Achsen erbaut. Daneben war ein Gefängnis angebaut. Die Fassaden waren schlicht gehalten, die Front durch einen mächtigen Korbbogengiebel betont. Das Gerichtsgebäude wurde 1945 vollständig zerstört und nicht wieder aufgebaut. Es haben sich keine Pläne erhalten.